# Sankt Ursus stift
Sankt Ursus stift (tyska: Sankt Ursenstift) var ett kollegiatstift i Solothurn i Schweiz omnämnt år 870. Det upplöstes år 1874.
Stiftets kyrka var Sankt Ursuskatedralen och dess föregångare på samma plats.

## Historik

### Uppkomst och tidig medeltid
Solothurn blev redan under 400-talet centrum för dyrkandet av helgonen Urs och Viktor. Ursusstiftet, som lydde under karolingerna och omnämns år 870, bestod i början av regulärkaniker som levde i en kommunitet enligt de regler som antogs vid synoden i Aachen år 816. Enligt traditionen fick stiftet under 900-talet donationer av Bertha av Schwaben. 

### Kollegiatsstiftet
I början av 1100-talet upplöstes kommuniteten och korherrarna blev sekulärkaniker. Senare kontrollerades stiftet av lokala furstar och från 1362 av staden Solothurn. År 1512 eller 1520 fick staden rätt att unnämna kaniker och föreståndare (Probst), vilka hämtades ur stadens överskikt. Trots detta var förhållandet till staden ofta konfliktfyllt. När liberalerna tagit makten i kantonen Solothurn 1831 fortsatte spänningarna och efter en folkomröstning upplöstes stiftet år 1874.

## Verksamhet
Från medeltiden ägde stiftet fastigheter i Solothurns omgivning, men också längre bort, exempelvis vingårdar i La Neuveville vid Bielsjön. 
Från 1208 till 1863 bedrev stiftet en skola. 
Stiftet hade ett välkänt bibiliotek.